# Зайцево (Светлодарская городская община)
За́йцево (укр. За́йцеве) — посёлок в Светлодарской городской общине Бахмутского района Донецкой области Украины.

## География
Посёлок разделён линией разграничения сил в Донбассе (см. Второе минское соглашение) на две части: северная под контролем Украины, южная — ДНР.

### Соседние населённые пункты

#### Под контролем Украины
С: Отрадовка
СЗ: Зеленополье, Курдюмовка, Озаряновка
СВ: Дача, Гладосово,
З: Дружба, Пивничное, город Торецк
ЮЗ: город Железное, Шумы, Пивденное

#### Под контролем ДНР
В: Гольмовский
Ю, ЮВ: город Горловка

### Омонимия
В Донецкой области имеется одноимённый населённый пункт — село Зайцево к югу от города Бахмута.

## Общие сведения
Посёлок Зайцево Горловского городского совета расположен в долине реки Бахмутки в 5 км от железнодорожной станции «Никитовка» и в 18 км от центра Горловки, 49 км от г. Донецка, в 25 км от г. Енакиево, в 20 км от г. Бахмута.  Земли поселкового совета граничат в северной части с территорией Кодемского сельского совета Бахмутского района, Гольмовским сельским советом, на востоке — с землями Луганского поселкового совета Бахмутского района, с Горловским сельхозпредприятием «Бекон». На юге к поселку Зайцево примыкает жилая застройка Никитовского района г. Горловки.
Количество дворов — 1500, площадь территории — 1479 га. Площадь существующих приусадебных участков составляет от 0,10 до 0,30 га. Почтовый индекс — 84692. Телефонный код — 6242. Код КОАТУУ — 1410665600. Самая длинная улица: ул. Маршала Рыбалко (12 км).
Современная территория поселка Зайцево вытянута с севера на юг вдоль берегов реки Бахмутки на 10 км. На территории поселка, в южной и северных частях, расположен государственный лесной фонд с дикой фауной.

## История
Территория современной Горловки была заселена запорожскими казаками. В 1776 году было сформировано государственное село Зайцево. В 1785 году посёлок получил другое название — Никитовка. До конца XIX в. станица Зайцево и Государев Байрак были самыми большими и многолюдными селами.
27 октября 1938 года Зайцево получило статус посёлка городского типа. С первой половины октября 2022 года, после двух месяцев боев, захвачено ВС РФ и ДНР.

## Население
Численность населения.
| Год  | Количество жителей |
| ---- | ------------------ |
| 1859 | 3664               |
| 1885 | 4298               |
| 1897 | 5713               |
| 1908 | 6984               |
| 1939 | 7020               |
| 1959 | 7189               |
| 1970 | 6689               |
| 1979 | 5577               |
| 1987 | 5800               |
| 1989 | 4992               |
| 1992 | 5000               |
| 1998 | 4600               |
| 2001 | 4017               |
| 2004 | 3900               |
| 2009 | 3589               |
| 2010 | 3563               |
| 2011 | 3523               |
| 2012 | 3498               |
| 2013 | 3459               |
| 2014 | 3346               |

## Экономика
В настоящее время в поселке находятся производственные предприятия, расположенные в северной части поселка:
1. ООО «Недра Донбасса»
2. ТОВ «Авангард»
3. ТОВ ШУ «Папасные Лески»
4. ПАТ «Никитовский алебастровый комбинат» завод № 2

## Известные люди
- Рейзен, Марк Осипович (1895—1992) — советский оперный певец, народный артист СССР (1937).

## Культура
В поселке сохранился памятник культурного наследия (памятник археологии) — курган, расположенный в лесной зоне в южной части поселка, площадью 0,05 га. Так же на территории поселка находятся такие историко-архитектурные памятники, как братские могилы советским воинам и могилы воинов-афганцев. На территории кладбища находится могила старца-целителя Тимофея, к которой приезжают паломники не только с Украины, но и со стран ближнего зарубежья.

### Свято-Покровская церковь

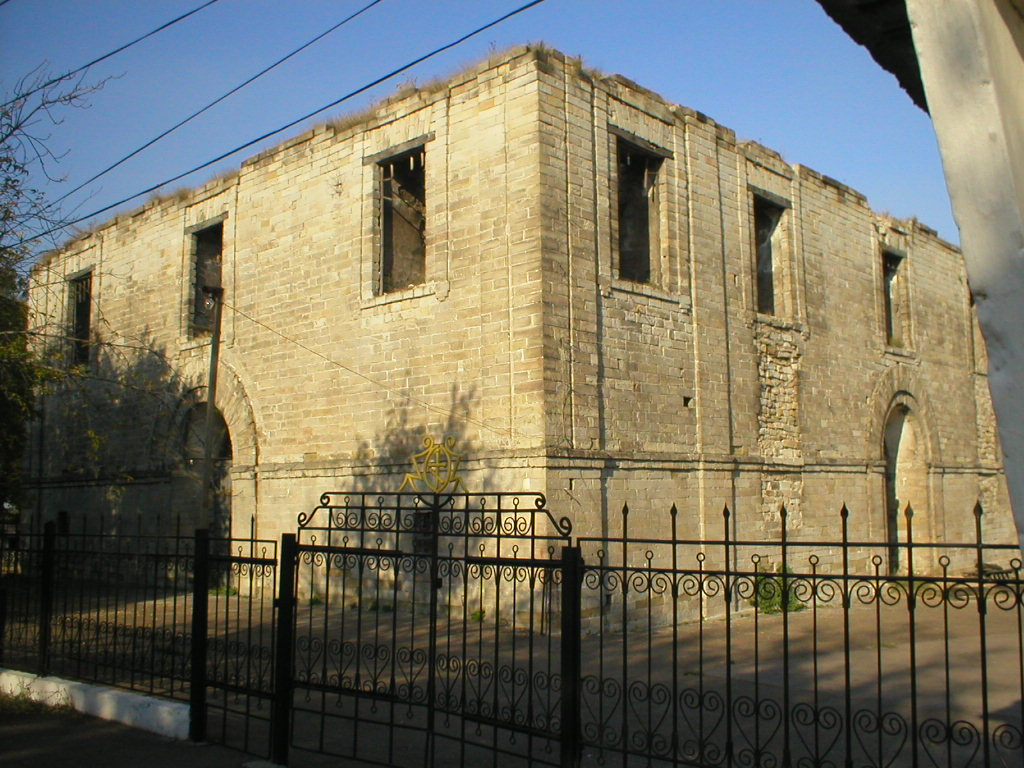
Свято-Покровская церковь в Зайцево. Состояние 2005 года.

Свято-Покровская церковь основана в 1794 году, была деревянной. В 1863—1864 годах в Зайцево был возведён новый каменный храм, который стал одним из самых больших и красивых в Донецком крае (Донецкая область с 3 июня 1938 года). В начале 30-х годов Покровский храм в Зайцево закрыли, вскоре правительство приняло решение разрушить святыню. В 1938 году храм был разграблен, сняты купола и кресты.